# Juan Antonio Pérez Bonalde

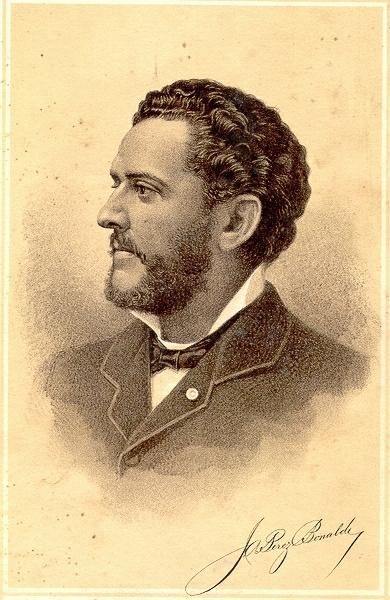
Juan Antonio Pérez Bonalde

Juan Antonio Pérez Bonalde (* 1846 in Caracas; † 1892 in La Guaira) war ein venezolanischer Übersetzer und Dichter.

## Leben
Juan Antonio Pérez Bonalde wurde in Caracas geboren. Seine Familie hatte Probleme mit der venezolanischen Regierung, deshalb lebte Pérez Bonalde 1861–1864 und wieder 1870–1876 im Exil. Seit 1877 reiste Pérez Bonalde in die USA, Puerto Rico, Europa, Asien und Afrika, wo er als Händler arbeitete. 1890 kehrte er nach Venezuela zurück. Das Gedicht Vuelta a la Patria handelt von dieser Rückkehr und wurde sein bekanntestes Gedicht.
Verfrüht verlor Pérez Bonalde eine Tochter. Er schrieb das elegische Gedicht Flor zur Erinnerung an sie.
Zerstört durch das Morphin, starb Juan Antonio Pérez Bonalde 1892 in La Guaira.

## Künstlerisches Schaffen
Pérez Bonalde war ein spätromantischer Dichter. Er wird auch als Vorläufer des Modernismus angesehen. Pérez Bonalde beherrschte die deutsche, englische, französische, dänische, portugiesische, italienische und chinesische Sprache und übersetzte u. a. die Werke Heines und Der Rabe von Edgar Allan Poe ins Spanische.

## Werke
- Estrofas (1877, dt. Strophen)
- Ritmos (1880, dt. Rhythmen)
- Poema del Niágara (1880, dt. Gedicht des Niagaras)
- Vuelta a la Patria (dt. Rückkehr nach der Heimat)
- Flor (dt. Blume)

| Personendaten    | Personendaten                       |
| ---------------- | ----------------------------------- |
| NAME             | Pérez Bonalde, Juan Antonio         |
| KURZBESCHREIBUNG | venezolanischer Dichter, Übersetzer |
| GEBURTSDATUM     | 1846                                |
| GEBURTSORT       | Caracas, Venezuela                  |
| STERBEDATUM      | 1892                                |
| STERBEORT        | La Guaira, Venezuela                |